# Long Tuyền (làng cổ)
 Làng cổ Long Tuyền là một làng cổ ở Nam Bộ thuộc phường Long Tuyền, thành phố Cần Thơ, Việt Nam.

### Khu tưởng niệm Bùi Hữu Nghĩa

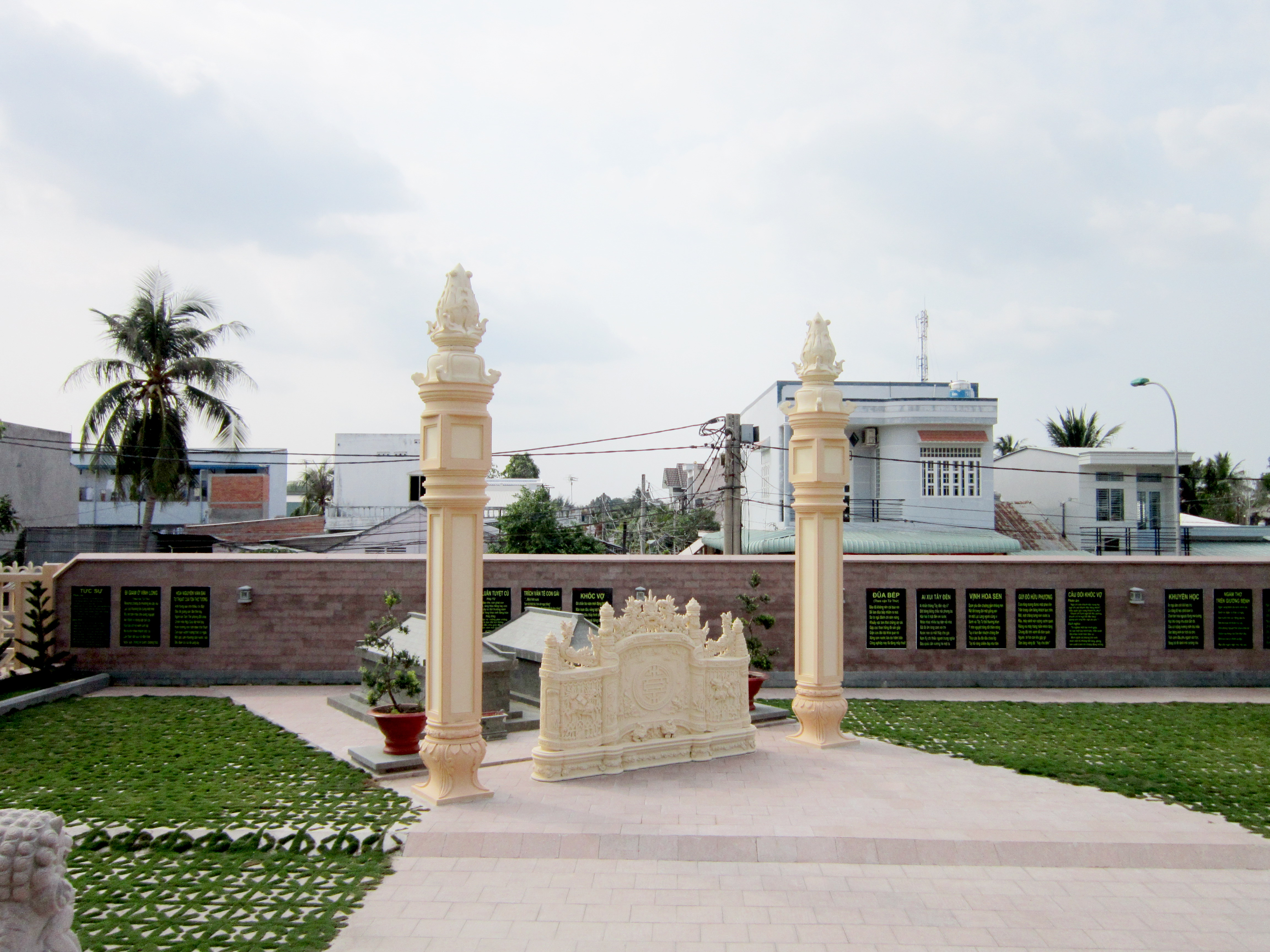
Mộ nhà thơ Bùi Hữu Nghĩa và vợ hiện nay

### Đình Bình Thủy

Đình Bình Thủy

### Chùa Nam Nhã

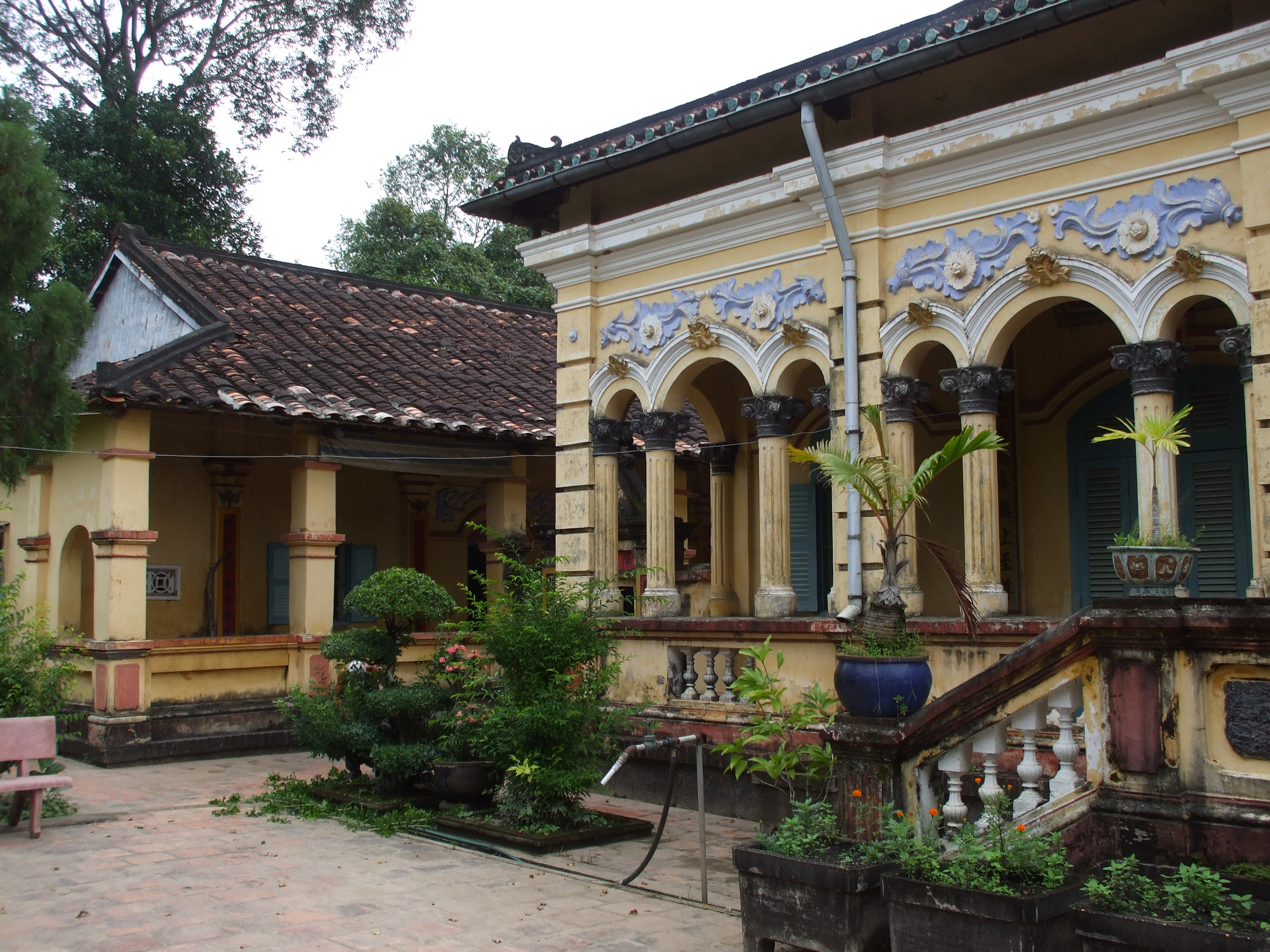
Chùa Nam Nhã

### Nhà cổ Bình Thủy

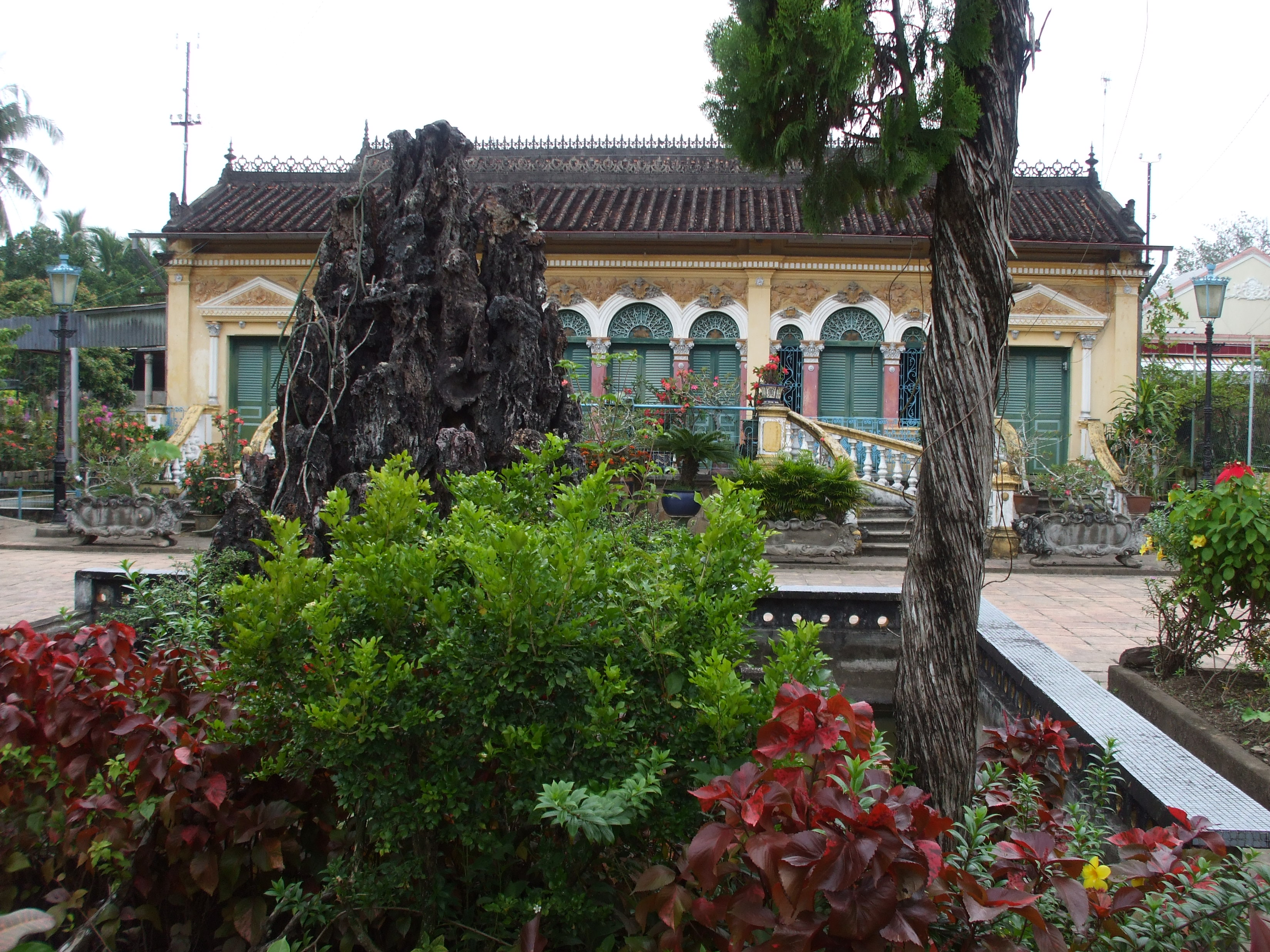
Nhà thờ họ Dương

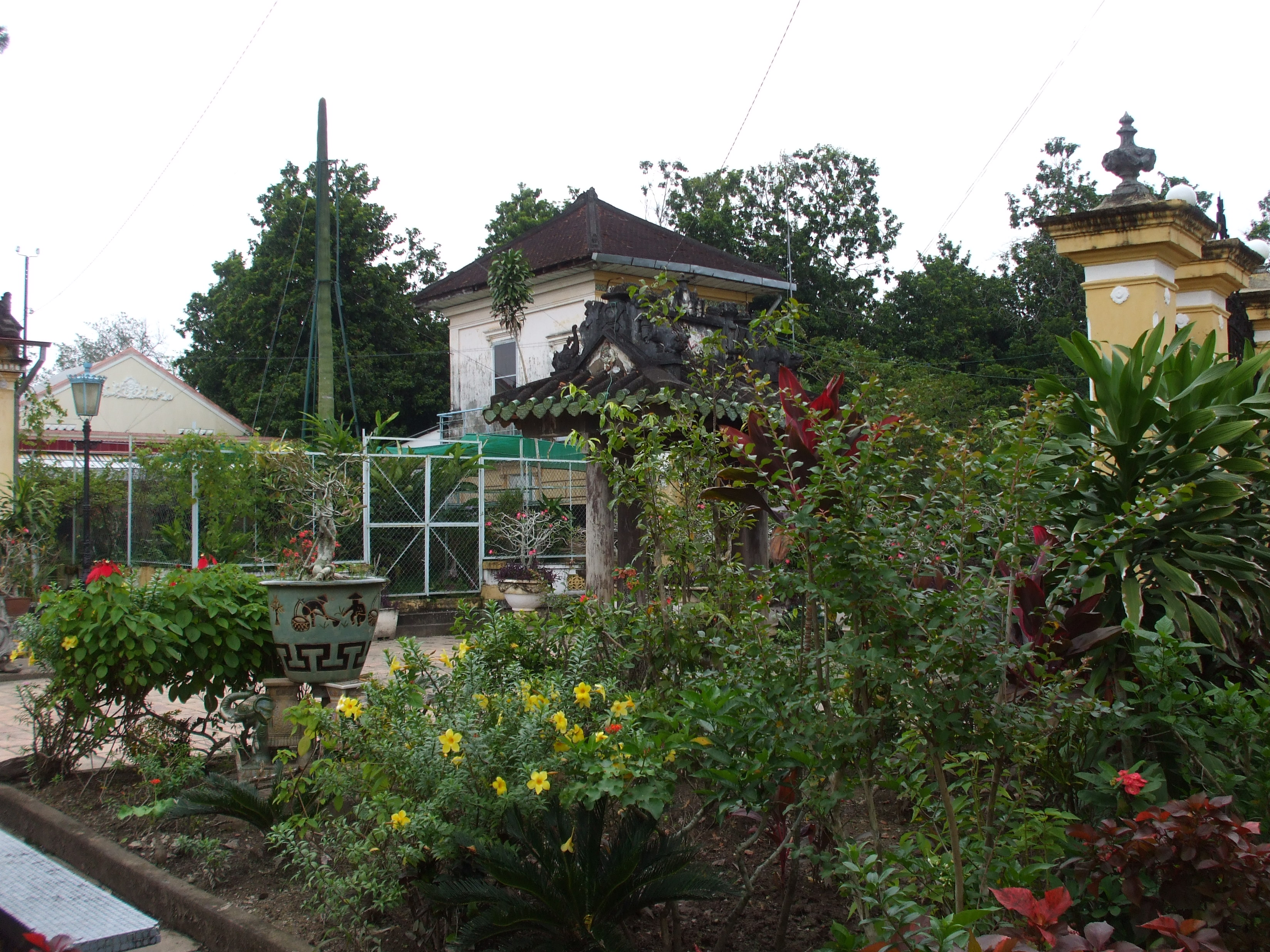
Một số hoa kiểng trong khuôn viên Nhà thờ Họ Dương

## Ảnh

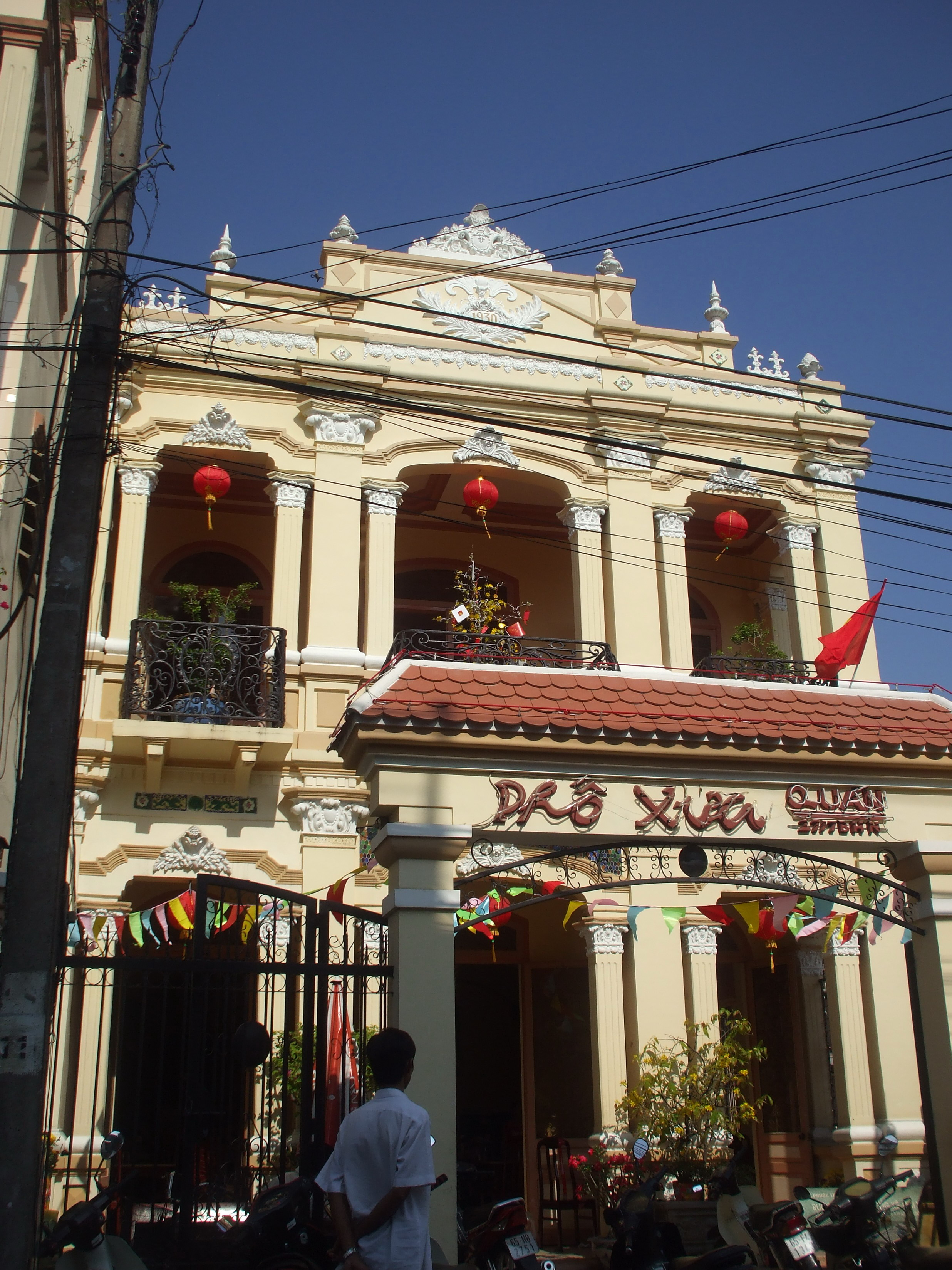
Quán cafe Phố xưa.
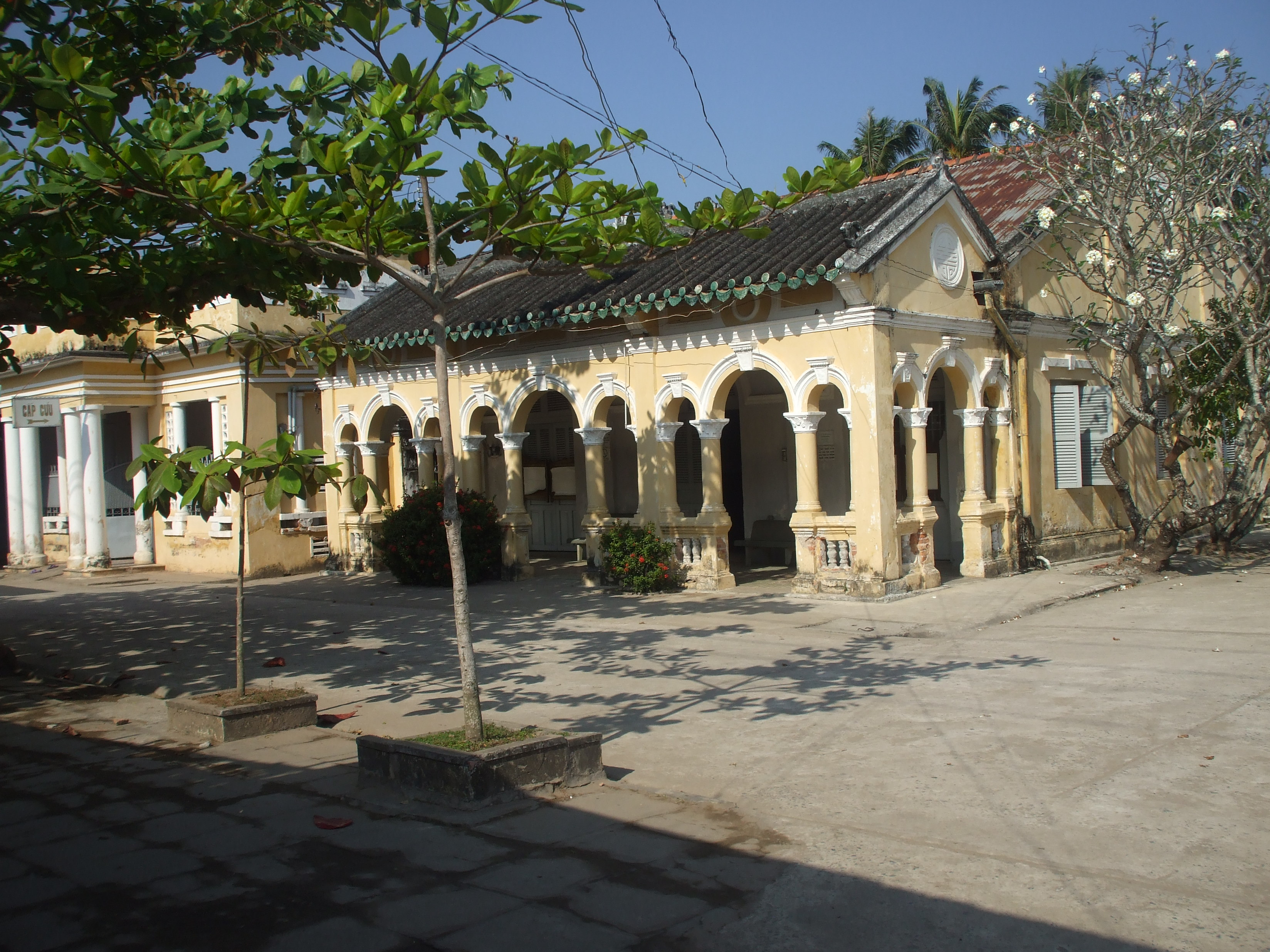
Bệnh viện lao và bệnh phổi thành phố Cần Thơ.